# B-21 (航空機)
ノースロップ・グラマン B-21
カリフォルニア州パームデールにあるプラント42の施設に格納されたB-21
- 用途：爆撃機
- 分類：戦略爆撃機
- 設計者：ノースロップ・グラマン
- 製造者：ノースロップ・グラマン
- 運用者： アメリカ合衆国（アメリカ空軍）
- 初飛行：2023年11月10日[1]
- 生産数：100機（予定）
- 生産開始：2020年代（予定）
- 運用状況：低率初期生産中
- ユニットコスト：6億9,200万ドル（予定）

B-21はアメリカ合衆国の長距離打撃爆撃機計画に基づきノースロップ・グラマン社が開発している長距離戦略爆撃機で、世界初の第6世代航空機でもある。
この爆撃機は2025年までに運用に入る予定で、既存のB-2とB-1を置き換え、 B-52を補完し、最終的に置き換える予定である。
名称は21世紀に入ってからアメリカで最初に開発された爆撃機ということに由来。また愛称のレイダー (Raider) は第二次世界大戦中にドーリットル空襲で日本を爆撃した部隊の通称「Doolittle Raiders」にちなむ。

## 概要
アメリカ空軍は戦略爆撃機としてB-1、B-2、B-52の3機種を運用しているが、2020年代後半からB-1とB-2を段階的に退役させ、以降は新型エンジンの換装などで延命するB-52とB-21の2機種体制にする計画である。最終的には100機以上のB-21を調達し、B-52と併せて175機以上の配備を予定している。
高いステルス性能と高度なネットワーク能力、オープンアーキテクチャを有するのが特徴で、ノースロップ・グラマンは世界初の第6世代戦略爆撃機になるとしている。

## 開発経緯

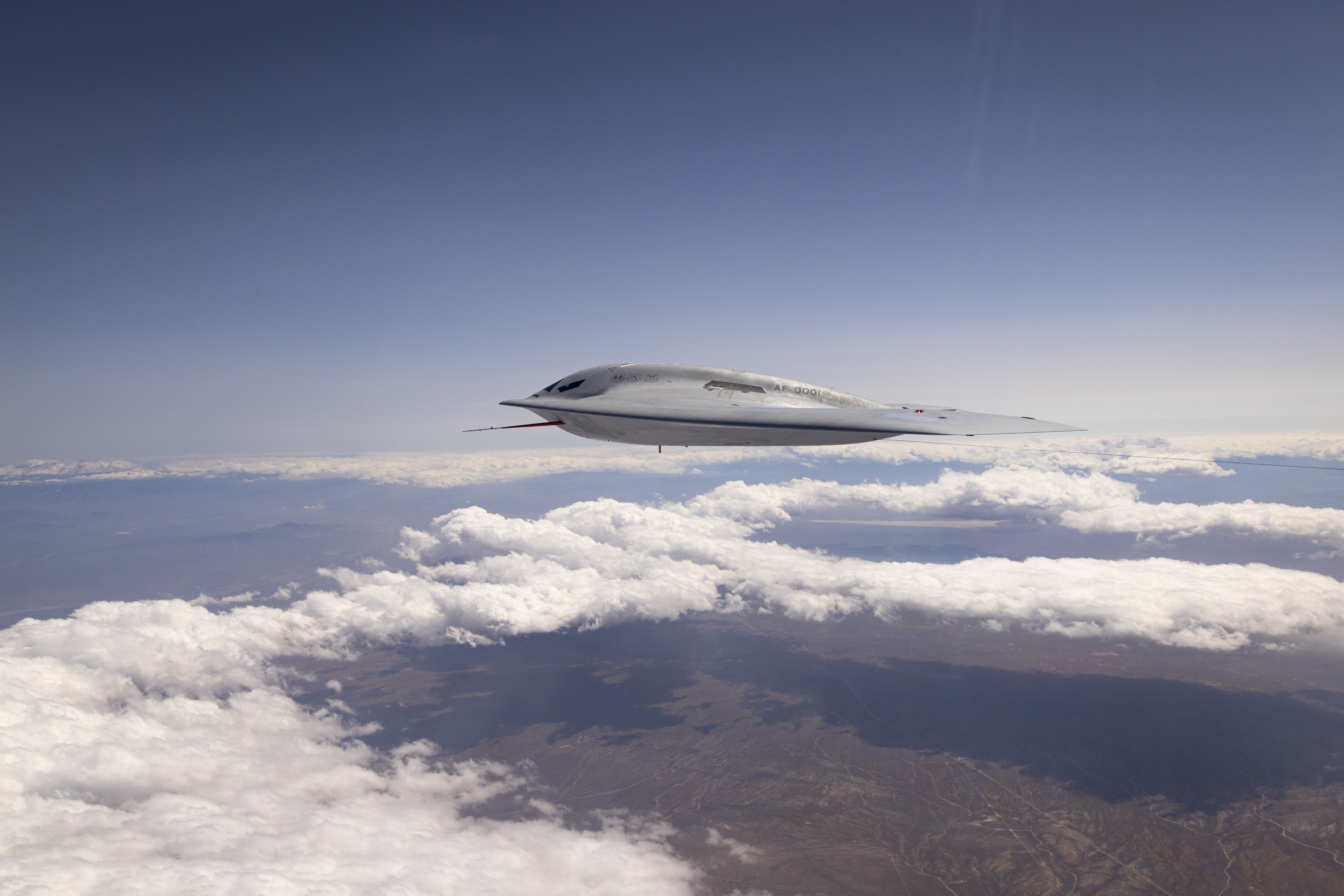
試験飛行中のB-21

アメリカ空軍は次世代爆撃機計画 (NGB: Next Generation Bomber) で次世代爆撃機の2018年配備を目指していたが、政治的・財政的理由から2009年に中止となった。その代替として2011年に開始されたのが長距離打撃爆撃機計画 (LRS-B:Long Range Strike Bomber) である。
2014年7月9日、米空軍からノースロップ・グラマン社、ボーイング社、ロッキード・マーティン社にLRS-Bの提案依頼書が発出された。
2015年10月27日、米国防総省がLRS-Bにノースロップ・グラマン社を選定した。契約はEMD段階と初期生産のオプションからなり、オプションでは量産100機のうちの21機が5回の初期生産ロットで生産される。この決定に対してボーイング社がアメリカ会計検査院に異議申し立てを行ったため作業が一時中断となったが、2016年2月16日に検査院が申し立てを却下したため作業が再開された。
2016年2月26日、デボラ・リー・ジェイムズ空軍長官が、LRS-Bの型式名がB-21であると明らかにした。合わせて外観がB-2と類似したB-21の完成予想図を公開した。
2016年9月19日、米空軍は B-21の愛称をレイダー (Raider) とすると発表した。これは第二次世界大戦で1942年4月に日本本土初空襲を行ったドーリットル爆撃隊 (Doolittle Raiders) に由来する。
2017年3月14日、米空軍広報官はB-21の事前設計審査について、秘匿性の高さから二度に分けて実施すると発表した。同月20日、事前設計審査を完了したと報じられた。2018年12月10日、米空軍は、B-21が11月28日から11月30日に実施された最終設計審査を完了したと発表した。
2020年8月13日、 米空軍のB-21計画責任者が空軍は間もなく詳細設計と技術的困難の克服を完了すると述べた。併せてB-21の飛行試験用1号機の組み立てが開始されたことも明らかにされた。
2022年、配備先となるサウスダコタ州のエルスワース空軍基地でB-21のステルス性を維持する点検を行う低観測性復元施設の建設が始まり、フェデラル・コントラアクティング社が同基地に訓練施設と整備隊の新設工事を6,518万ドルで受注した。12月3日、米空軍がカリフォルニア州パームデール第42空軍施設でB-21を初公開した。 6機試作されているB-21の1号機T-1は既に地上試験に入っており、初飛行は2023年に実施される。初飛行の日程は今後の地上試験の結果次第とされた。
2023年11月11日、B-21が初飛行を実施した。
2024年1月23日、アメリカ国防総省はB-21レイダーの低率初期生産を許可した。

### 調達数
現在、最終的に100機を調達予定である。
空軍関係者や専門家は調達数を最低145機まで増やすべきだと主張しているほか、米議会上院軍事委員会は空軍に対し調達数を100機から225機へと2倍以上にするように要求している。

## 設計と性能
B-52やB-1、B-2よりも優れた搭載量や航続距離、攻撃力になるとみられ、通常弾頭と核弾頭に対応する。詳細は公表されていないが、オーストラリア戦略政策研究所の専門家はB-21が9,600 kmの航続距離能力を持ち、10トンの武器を運ぶことができると推測している。B-2の航続距離が約12,000 km、ペイロードが17トンであるため、B-21は小型化された分、これらの能力は下がったとみている。またB-21はB-2に比べてAGM-158B JASSM-ERの搭載にかかる時間を1/10にできるという。
オープンシステムアーキテクチャーの採用により、能力向上に従来のような段階開発は行わず、新能力の付与は随時行うとしている。また“デジタル爆撃機”として、アジャイルソフトウェア開発や高度な製造技術、デジタルエンジニアリングツールを採用し、製造リスクを軽減。データのクラウド環境への移行も成功させており、より低コストな設備で機体を運用可能としている。
JADC2によるデータ共有能力を持つという。

## 配備
2019年3月、米空軍はサウスダコタ州エルスワース空軍基地の第28爆撃航空団が最初のB-21実運用部隊になることを明らかにした。この他、ミズーリ州ホワイトマン空軍基地とテキサス州ダイエス空軍基地にも配備予定である。

## 運用予定国
- アメリカ空軍

アメリカ空軍が100機の導入を予定している。この100機はB-2とB-1を代替し、更新に伴いB-2とB-1は退役、B-52はB-21と共に運用を継続する。
- オーストラリア空軍

豪戦略政策研究所が退役したF-111の代わりにB-21を購入すべきだと発表しているが、米国はB-21の輸出の禁止を明言していないため、オーストラリア空軍が導入する可能性がある。